# Koui
Koui är en subprefektur i Centralafrikanska republiken.   Den ligger i prefekturen Préfecture de l'Ouham-Pendé, i den västra delen av landet, 400 km nordväst om huvudstaden Bangui.
I omgivningarna runt Koui växer huvudsakligen savannskog. Runt Koui är det glesbefolkat, med 16 invånare per kvadratkilometer.